# Expedición de Pedro Sarmiento de Gamboa a los canales patagónicos y del estrecho de Magallanes (1579-1580)
La expedición de Pedro Sarmiento de Gamboa los canales patagónicos y del estrecho de Magallanes fue ordenada por el virrey del Perú a Pedro Sarmiento de Gamboa con el fin de conocer la geografía y a los habitantes de la Patagonia insular occidental. Esta expedición fue la primera en cruzar el estrecho de Magallanes desde el océano Pacífico al Atlántico.
En 1579, tras el regreso al Callao de Sarmiento de Gamboa de una búsqueda infructuosa del corsario inglés Francis Drake, el virrey le ordenó alistar dos naves para que explorara el estrecho de Magallanes en búsqueda de lugares adecuados para asentar población y fuertes con artillería para cerrar esa ruta a los enemigos de España.
Las instrucciones del virrey, que Sarmiento juró cumplir, fueron explorar detenidamente los canales de la Patagonia y el estrecho de Magallanes. Levantar cartas geográficas de los lugares que reconociesen. Averiguar si los ingleses habían establecido asentamientos en alguna parte y estudiar los lugares en que se podrían establecer fuertes. Prudencia con los habitantes que encontrara excepto con Francis Drake, al que debería presentarle combate y prenderlo vivo o muerto si se topaba con él.
Sarmiento zarpó del puerto del Callao el 11 de octubre de 1579 con dos naves bien equipadas y pertrechadas. La Nuestra Señora de la Esperanza, bajo su propio mando y con el título de capitán superior, y el San Francisco, bajo el mando de Juan de Villalobos, con el título de almirante. Para avanzar más rápido hacia el sur siguió la ruta descubierta años antes por el marino Juan Fernández.
El 17 de noviembre las naves se encontraban en latitud 50° sur frente a la entrada a un canal que corría en dirección SE y que a Sarmiento le pareció podría ser la boca del Estrecho y que bautizó como golfo de la Santísima Trinidad. Los expedicionarios estuvieron alrededor de dos meses levantando y recorriendo la infinidad de islas y canales y tomaron posesión de esas tierras en nombre del rey de España. Volvieron nuevamente al océano Pacífico.
El 21 de enero de 1580 las naves se separaron debido a una fuerte tormenta. Villalobos fue arrastrado hasta latitud 56° sur y en cuanto el tiempo se lo permitió regresó al norte pues ya no tenía víveres, recalando en Valdivia a mediados de febrero.
Sarmiento también fue arrastrado por los temporales hacia el sur y logró virar hacia el norte, reconociendo la punta NO de la isla Desolación que llamó cabo Espíritu Santo y que en las cartas actuales figura como cabo Deseado, fondeando a fines de enero de 1580 en puerto Misericordia. Avanzó por el Estrecho, que él llamó estrecho de la Madre de Dios, fondeando y levantando las costas, pasos y angosturas. El 13 de febrero estuvo fondeado en puerto del Hambre y el 24 de febrero del mismo año salió finalmente al océano Atlántico dirigiéndose a España con el propósito de presentar al rey un proyecto para la defensa del Estrecho.